# Професіонал (фільм, 1981)
«Професіонал» (фр. Le Professionnel) — французький художній фільм 1981 року. Бойовик-драма режисера Жоржа Лотнера; з Жаном-Полем Бельмондо, Жаном Десайї та Робером Осейном у головних ролях. На основі книжки 1976 року «Смерть тонкошкірої тварини» письменника Патріка Александера. Музику скомпонував композитор Еніо Мориконе, зокрема, всесвітньо відому тему «Chi Mai».

## Сюжет
Французького секретного агента Жослена Бомона відсилають до Малагаві, вигаданої Африканської країни, щоб убити тамтешнього диктатора, полковника Нджалу. Проте в перебігу цього завдання політична ситуація сильно змінилася і французькі спецслужби здають Бомона малагавійській владі. Після довгого й несправедливого судового розгляду, під час якого Бомону впорскували наркотичні речовини, його засуджено до тривалої каторги в «таборі повторного виховання». Після відчайдушної втечі з одним із в'язнів, він повертається до Франції та інформує французькі спецслужби про своє повернення. Жос обіцяє, що він уб'є Нджалу, котрий приїздить до Франції з офіційним візитом, щоб помститися своїм колегам, котрі зрадили його. У відповідь спецслужби залучають інших агентів, щоб ті йшли по Бомонових слідах. Проте йому вдається йти на один крок попереду, глузуючи з головних зрадників та їхніх прислужників. Жос убиває очільника таємної поліції, садиста Розена в імпровізованій дуелі. Бомон надягає на нього свій жетон, і так тимчасово заплутує спецслужби та Нджалову охорону. Зрештою Бомон влаштовує так, що Нджалу випадково застрелив представник спецслужб. Потім він прямує до гелікоптера президентової повії, але, за наказом міністра, його зупиняють постріли представника спецслужб.

## У ролях
- Жан-Поль Бельмондо — Жослен Бомонт
- Жан Десайї — міністр
- Робер Оссейн — комісар Розен
- Мішель Бон — капітан Валера
- Сір'єль Клер — Аліса
- Жан-Луї Рішар — полковник Мартен
- П'єр Сентон — президент Н'Жала
- Елізабет Маргоні — Жанна Бомон
- Марі-Крістін Декуар — Доріс Фредріксен
- Бернар-П'єр Донадьє — інспектор Фарж
- Сідікі Бакаба — ув'язнений-втікач
- П'єр Верн'є — Сальваторе Вольпоні
- Моріс Озель — епізод
- Баарон — епізод
- Мішель Беррер — епізод
- Жан-Клод Буйо — епізод
- Даніель Бретон — епізод
- Жерар Даррйо — Пікар, інструктор
- Серж Нюбре — епізод
- Шейк Дукуре — судовий лікар
- П'єр Форже — епізод
- Марк Ламоль — офіціант в готелі
- Гі Мересс — епізод
- Жюльєн Буковскі — епізод
- Паскаль Н'Зонзі — Артур, секретар президента Н'Жала
- Жак Кансельє — посланець з квіткового магазину
- Клод-Бернар Перо — епізод
- Ів Піньйо — епізод
- Андре Вебер — епізод
- Дані Коган — сержант Грубер
- Беате Копп — працівниця пошти
- Сідні Котто — епізод
- Рене Лафлер — епізод
- Бернар Марселлен — епізод

## Знімальна група
- Режисер — Жорж Лотнер
- Сценаристи — Жак Одіар, Мішель Одіар, Жорж Лотнер
- Оператор — Анрі Деке
- Композитор — Енніо Морріконе
- Художник — Ерік Мулар
- Продюсери — Ален Бельмондо, Жорж Дансіжер, Олександр Мнушкін, Жан-Поль Бельмондо